# Tri Dritare dhe një Varje
Tri Dritare dhe një Varje (in het Engels verschenen als Three Windows and a Hanging, Nederlands: Drie Ramen en een Ophanging) is een door Isa Qosja geregisseerde Kosovaarse film uit 2014 over vrouwen in het patriarchale Kosovo van na de Kosovo-oorlog. Het was de Kosovaarse inzending voor de Oscar voor beste niet-Engelstalige film voor de 87ste Oscaruitreiking, maar de film werd uiteindelijk niet genomineerd. Het was de allereerste keer dat een Kosovaarse film meedeed aan deze filmwedstrijd.

## Verhaal
Na de Kosovo-oorlog pakken mensen in een dorpje op het Kosovaarse platteland langzaam de draad van het gewone leven weer op. De lerares Lushe geeft een interview aan een buitenlandse journalist. Ze vertelt dat zij en drie andere vrouwen in het dorp door Servische soldaten zijn verkracht tijdens de oorlog. De mannelijke dorpsbewoners komen erachter dat Lushe haar verhaal heeft gedaan over de verkrachtingen, en keren zich tegen haar en haar zoontje.

## Rolverdeling
- Irena Cahani als Lushe
- Luan Jaha als Uka
- Donat Qosja als Sokol
- Xhevat Qorraj als Alush
- Leonora Mehmetaj als Nifa
- Mirjana Karanović als Maria, de journalist
- Doresa Rexha als Drita
- Lyra Xhoci en Sindi Citaku als de twee tolken

## Prijzen
De film won in 2015 de juryprijs op het Luxembourg City Film Festival.